# 応力腐食割れ
応力腐食割れ（おうりょくふしょくわれ、Stress Corrosion Cracking,SCC）とは、金属材料に発生する経年損傷の一種である。

## 概要
普通の鉄鋼材料は腐食環境下で赤錆のような表面全体にわたる腐食が発生、進行する。それに対して錆び難い材料であるステンレス鋼などでは、表面に極めて薄い腐食膜ができ、腐食の進行を防いでいる。ただし、これらの材料にも腐食が全く発生しない訳ではなく、その代表的なものが応力腐食割れである。
応力腐食割れの発生条件としては、下記の3因子が知られている。
- 材料因子（化学成分）
- 力学因子（引張応力）
- 環境因子（溶存酸素、塩化物イオン）

腐食の形態としては亀裂の形態を示す。発生する材料としては一般に腐食に強いとされるステンレス、ニッケル基合金、アルミニウムなどが挙げられる。
また、応力腐食割れの特徴としては一般に、下記が知られている。
- 合金に発生し、純金属には発生しない。
- 引張応力では発生するが、圧縮応力下では生じない。
- 割れを生じる環境と材料とで特定の組合せがある。
- 3因子のうちの1因子以上を取り除けば発生しない

また、応力腐食割れはその進展に年単位の期間がかかることが多い。言い換えると疲労と同様に潜伏期間を経過したのち進展するが、進展速度は応力拡大係数の関数とよく一致し、材料の寿命を予測して設計時に織り込むことも可能である。また、非破壊検査では潜伏期間の応力腐食割れを発見することは困難だが、発生初期に発見することで、予防保全によって該当部分の材料を交換するなどの対応が取られている。
また、割れ破面からの分類で次のようにも区分することが出来る。
- 粒界型応力腐食割れ(IGSCC: Intergranular Stress Corrosion Cracking)

割れが結晶粒界に沿って優先的に進展する
- 粒内型応力腐食割れ（TGSCC：Transgranular Stress Corrosion Cracking)

割れが結晶粒内を進展する
- 照射誘起応力腐食割れ（IASCC：Irradiation Assisted Stress Corrosion Cracking）

ステンレス鋼に対する中性子照射の影響による。

## 原子力発電所における応力腐食割れ
日本では、原子力発電所で発生するものが良く知られている。

### SUS304系
沸騰水型軽水炉(BWR)では原子炉圧力容器内で燃料集合体、制御棒の周囲に円筒状に配されているシュラウドと呼ばれる部品の他、再循環系配管が代表的な発生部位である。加圧水型軽水炉(PWR)ではニッケル基使用部位として、炉内計装管台などが挙げられている。なお、原子力発電の炉水で溶存酸素量が増加するのは、水に中性子が照射され、水素と酸素に分解するからである。BWRでの溶存酸素の量は200ppbとPWRの約40倍高いため、オーステナイト系ステンレスにおいては、PWRよりBWRで応力腐食割れをより進展させる。
原子力発電所において初めて応力腐食割れが確認されたのは1965年、ドレスデン原子力発電所であると言われる。以降、原子力発電所が世界で増加していった1960年代末から1980年代初頭にかけて、特にBWRプラントでは共通する不具合として問題になり、対策研究が進められていった。
当時発生した応力腐食割れの大半は炭素含有率が比較的高いSUS304系のステンレス配管で発生したものである。溶接線から近傍（数mm以内）で発生することが多く、多くは粒界型応力腐食割れであった。溶接部分については、上記で挙げた材料因子として、溶接時に600℃～800℃に加熱された部分ではCr炭化物が生成し、Cr濃度が周囲より低くなる欠乏層が生じる。安定した被膜を形成するにはCrの含有率は12%以上あることが望ましいが欠乏層ではこの12%を下回るため、応力腐食割れへの感受性が強くなる（これを鋭敏化という）が生じる。この部分に溶存酸素を含んだ炉水が接触しつつ引張応力が加わると、応力腐食割れが発生、進展することになる。
この対策としては次のような施策が実施されていった。
- 溶接線に対する非破壊検査の実施
- 材料変更
  - SUS304Lの採用。SUS304Lは炭素含有量が0.03%と低いため、炭化物の生成量を大幅に減少させることが出来る。しかしながら、強度はSUS304に劣るため、引張応力のかかる配管には使用できず、比較的応力のかからない部材で置き換えが進められた[1]。
  - SUS316系の採用。炭素含有量を0.02%まで減らし、モリブデンを添加したSUS316、SUS316Lが開発され、耐食性に有効であることが分かってきた。しかし、強度対策の面ではまだ課題が残っていたため材料メーカーと共同開発を進め、窒素を0.1%程度添加し、燐や硫黄分等の不純物含有量を抑えたSUS316NG(Nuclear Grade)またはSUS316LCが開発され、第2世代以降の配管に採用されていった[1][8]。
- 溶接方法の改善。主として溶接残留応力を低減することが目標となった。原子力安全・保安院によれば、2006年時点では次の工法に置き換えされている[9]。

シュラウド
- ピーニング法
- 磨き加工（Nストリップ）

再循環系配管
- 内面肉盛（バタリング）工法(CRC: Corrosion Resistant Cladding)
- 狭開先溶接の採用
- 水冷溶接（HSW: Heat Sink Welding)
- 高周波誘導加熱応力改善法(IHSI: Induction Heating Stress Improvement)
- 固溶化熱処理法

- 環境改善。炉水中の溶存酸素を低減するため、次の施策が実施された[1]。

- 原子炉起動時の脱気運転
- 水素注入法の開発
- 貴金属注入法

また、既設プラントのSUS304系部材についても1970年代後半頃から順次置き換えが進み、ネックとして残されていた炉内構造物（シュラウド、上部格子板、炉心支持板、給水スパージャー、ジェットポンプ）などについても、1994年スウェーデンのオスカーシャム原子力発電所でシュラウド交換した先行事例を参考に、1997年日本の福島第一原子力発電所3号機を嚆矢として順次、交換されていった。

### 非鋭敏化ステンレス
このようにして、原子力発電所で使用されるステンレスは所謂第2世代以降SUS304LやSUS316系が多用され、SUS304を使用していた初期のプラントで起こったような問題については解決していった。しかし低炭素系ステンレス鋼についても、SUS304に比較すれば長期であるものの経年使用に伴って応力腐食割れが報告されるようになった。SUS304Lの場合アメリカのプラントで1990年代半ば頃から、SUS316系の場合2002年頃に日本国内のプラントでも報告が見られた。1996年に当時の通商産業省は、適切な機器交換を実施すれば原子力発電所は60年運転可能との検討結果を報告していた。また、東京電力原発トラブル隠し事件で問題点の一つとされたことに過剰な品質管理要求があったため、再発防止策として原子力安全・保安院は経年を経たプラントに対して新品並の品質を要求しない維持基準の導入を決めていた。しかしながら、一度は応力腐食割れ対策を施した配管類が長期の使用で応力腐食割れを発生したことにより、こうした再検討過程にも一石を投じる結果となった。これらの亀裂進展速度は観察結果によればSUS304よりは低いとされているが、冷間加工材でTGSCCが発生する機構、非鋭敏化ステンレスでのIGSCCの発生機構については2010年初頭の時点でも定説は確定しておらず、研究が進められている。
対策としては、上記ピーニング法、Nストリップ法、水素注入法による対処が当面は有効であるとされている。